# Yeşiloba, Demirci
Yeşiloba là một xã thuộc huyện Demirci, tỉnh Manisa, Thổ Nhĩ Kỳ. Dân số thời điểm năm 2011 là 223 người.